# Bulgaria (thema)
La Bulgaria fu un thema dell'Impero Bizantino creata dall'Imperatore Basilio II dopo la conquista della Bulgaria nel 1018. La sua capitale fu Skopje ed era governata da uno stratego.
Inizialmente l'Imperatore bizantino Basilio II emanò l'ordine che il sistema di tasse dell sottomesso Impero Bulgaro continuasse ad essere applicato nei territori bulgari occupati. Il Patriarcato di Bulgaria fu degradato ad arcivescovato, chiamato Arcivescovato di Ocrida, che mantenne uno statuto autonomo. L'aristocrazia bulgara mantenne anch'essa la sua posizione. Le truppe furono principalmente reclutate dalla popolazione. Tuttavia, solo dieci anni dopo la morte di Basilio II, fu introdotto il sistema di tasse bizantino. La letteratura, liturgia e tradizione slava dell'Arcivescovato furono in alcuni luoghi soggette a persecuzioni.
Una parte dell'aristocrazia bulgara venne rimossa dalla sua posizione. Molti vennero mandati in assegnamenti in altri themata dell'impero remoti dai Balcani. Questa situazione diede adito a del malcontento presso la popolazione locale. Scoppiarono ribellioni che si proponevano di restaurare lo stato Bulgaro. La prima si scatenò a Belgrado nel 1040: era guidata da Petar Deljan, nipote dello Zar Samuele . Un'altra insurrezione scoppiò nel 1072 a Skopje, guidata da Giorgio Voiteh. Alla fine dell'XI secolo i domini bizantini nei Balcani divennero terreno di scontro di numerose ostilità. I Normanni invasero da sud e i cavalieri occidentali della Prima (1096-97) e della Seconda Crociata (1146-1147) avanzarono da ovest.
I più tremendi furono comunque le rinnovate incursioni dei barbari turcichi dalle steppe, gli Uguzi, i Peceneghi e i Cumani. Alla fine del XII secolo, Bisanzio era formalmente sovrano, ma in molte aree dei Balcani il potere bizantino era solo nominale. Nel 1185, i Normanni sbarcarono nuovamente a Dirrachio, si mossero verso est e saccheggiarono Salonicco, Il caos nei dominii imperiali incoraggiò i Bulgari a restaurare il loro stato con la rivolta di Asen e Pietro, e la Bulgaria tentò di nuovo di dominare i Balcani. La disintegrazione di Bisanzio si completò quando, nel 1204, durante la Quarta crociata fu occupata Costantinopoli. I Latini abolirono l'Impero Bizantino e e fondarono i loro propri stati feudali nei Balcani meridionali.